# Liopropoma carmabi
Cá Candy Basslet (Danh pháp khoa học: Liopropoma carmabi) là một loài cá trong họ cá mú Serranidae phân bố ở vùng biển Caribe, đây là một loài cá cảnh có giá trị rất cao, chúng có giá lên đến 1.000 USD. 

## Đặc điểm
Candy Basslet là loài cá nhỏ bé với màu sắc sặc sỡ nhất trong thế giới đại dương. Nó được tìm thấy tại các vùng biển Caribbea, chủ yếu là khu vực ngoài khơi vùng biển Curacao. Mặc dù rất khó để có thể bắt được loài cá này trong tự nhiên, vì chúng thường sống trong các dải san hô. Tuy nhiên chúng lại dễ thích nghi trong điều kiện nuôi với môi trường biển nhân tạo. Do đó mà có thể trong thời gian tới giá thành của loài cá cảnh này sẽ được giảm xuống.